# 金馬倫道
22°17′57″N 114°10′27″E / 22.2991181°N 114.174171°E
金馬倫道（英語：Cameron Road）是香港一條道路，位於九龍尖沙咀，西起彌敦道，東至漆咸道南，與加連威老道及麼地道大致平行。道路於1880年代建成，以駐港英軍司令及署理香港總督金馬倫少將命名。（金馬倫少將為現任英國外交、聯邦及發展事務大臣的前英國首相大衛·金馬倫的親戚。金馬倫少將為他的堂曾曾叔父。） 。